# Edshult, Hulskog, Lida en Bäck
Edshult, Hulskog, Lida en Bäck (Zweeds: Edshult, Hulskog, Lida och Bäck) is een småort in de gemeente Alingsås in het landschap Västergötland en de provincie Västra Götalands län in Zweden. Het småort heeft 88 inwoners (2005) en een oppervlakte van 30 hectare. Het småort bestaat eigenlijk uit vier kleine plaatsjes: Edshult, Hulskog, Lida en Bäck.